# Livia Turco

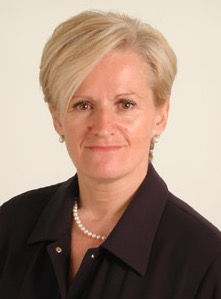
Livia Turco (ca. 2001)

Livia Turco (* 13. Februar 1955 in Cuneo) ist eine italienische Politikerin (PCI, (P)DS, PD). Sie war von 1996 bis 2001 Sozialministerin, von 2006 bis 2008 Gesundheitsministerin. 

## Leben und politische Karriere
Turco ist von Beruf Grundschullehrerin. Sie begann ihre politische Karriere bei der Partito Comunista Italiano (PCI) und wurde 1987 erstmals in die italienische Abgeordnetenkammer gewählt. Sie gehörte dem Parlament bis 2013 an: Während der Legislaturperiode 2006–08 als Senatorin, sonst als Mitglied der Abgeordnetenkammer. Sie befürwortete 1991 die Umwandlung der Kommunistischen Partei in die Partito Democratico della Sinistra (PDS; Demokratische Linkspartei). 
Von 1996 bis 2001 war Turco Ministerin ohne Geschäftsbereich mit Zuständigkeit für sozialen Zusammenhalt in den Kabinetten von Romano Prodi, Massimo D’Alema und Giuliano Amato. Turco war gemeinsam mit dem damaligen Innenminister Giorgio Napolitano für die Ausarbeitung des Einwanderungsgesetzes vom 6. März 1998 verantwortlich, das deshalb auch Legge Turco-Napolitano genannt wird. Bei der Regionalwahl in Piemont 2000 war sie Spitzenkandidatin des Mitte-links-Bündnisses L’Ulivo, unterlag aber mit 39,5 % dem Amtsinhaber Enzo Ghigo von Forza Italia. 
In Prodis zweiten Kabinett war sie von Mai 2006 bis Mai 2008 Gesundheitsministerin. Seit der Fusion der Linksdemokraten mit weiteren Mitte-links-Parteien gehört Turco der Partito Democratico an, sie war Mitglied von deren Gründungskomitee. Innerhalb der Partei war sie eine führende Vertreterin der linken Gruppierung A Sinistra, die bei der Wahl des Parteivorsitzenden 2009 Pier Luigi Bersani unterstützte. Von 2008 bis 2010 war sie Sprecherin der nunmehr oppositionellen PD-Fraktion im Sozialausschuss.
Im Jahr 2017 wurde Turco das Großkreuz des Verdienstordens der Italienischen Republik verliehen.